# Рут Аміран
Рут Аміран (івр. רות עמירן; (8 грудня 1914 , Yavne'eld, Північний округ  — 14 грудня 2005 , Єрусалим ) — ізраїльська археолог, чия книга « Стародавня кераміка Святої Землі: від її початку в період неоліту до кінця залізної доби», опублікована в 1970 році, є стандартним довідником для археологів, що працюють в Ізраїлі.

## Життєпис
Рут Аміран народилася 1914 року в мошаві Явнеель у районі Галілеї Османської імперії. У 1908 році її батько Єхезкель Брандштетер іммігрував з Тарнова в Галичині (зараз у складі Польщі) до цієї місцевості, де він одружився з її матір'ю Деворою в 1913 році. Рут навчалася в школі в Хайфі, а пізніше в 1933 році стала однією з перших студенток-археологів у Єврейському університеті в Єрусалимі. Тут вона захистила у 1939 році дипломну роботу за трактатом Телля Джемме «Гончарство Грара». Пізніше Рут працювала на факультеті археології цього ж університету, а також у відділі старожитностей Палестинського археологічного музею (нині — Музей Рокфеллера). Рут Аміран отримала багатий практичний досвід, наприклад, під час археологічних розкопок у Телль-Герісі під керівництвом Елеазара Сукеніка та в Яффо під керівництвом Філіпа Ланґстафа Орд Ґая. Пізніше вона проводила археологічні дослідження в Хацорі під керівництвом Іґаеля Ядіна. Однак найважливішим полем їх розкопок став Тель-Арад у співпраці з Йохананом Ахароні. Особливу увагу приділено дослідженню поселення доби ранньої бронзи.
Книга Рут Аміран про стародавню кераміку Святої Землі, видана в 1963 році, залишається однією із найважливіших робіт у цій галузі понад 40 років після її публікації.

## Родина та смерть
Її чоловік Девід Аміран (1910—2003), вчений-географ, отримав Премію Ізраїлю в 1977 році за свої географічні дослідження.
Рут Аміран померла в Єрусалимі 14 грудня 2005 року на 92-му році життя.

## Нагороди
У 1982 році Рут Аміран отримала державну Премію Ізраїлю.

## Наукові праці
- Стародавня кераміка Ерец-Ісраель від її початку в період неоліту до кінця Першого храму. Єрусалим, Інститут Бяліка/Ізраїльське дослідницьке товариство 1963.
- Ранній Арад 1: поселення енеоліту та раннє бронзове місто. Перший-п'ятий сезони розкопок 1962—1966 рр. Єрусалим, Ізраїльське дослідницьке товариство 1978.
- Ранній Арад 2: поселення енеоліту та поселення ранньої бронзи IB та місто ранньої бронзи II. Шостий-Вісімнадцятий сезони розкопок 1971—1978, 1980—1984. Разом з Орніте Ілан. Єрусалим, Ізраїльське дослідницьке товариство 1996. ISBN 965-221-031-5
- Арад. 5000-річне місто в пустелі Негев, Ізраїль. Виставка Музею Ізраїлю в Єрусалимі у співпраці з Гамбурзьким музеєм археології та історії Гарбурга — Музеєм Хелмса. За участю Вольфганга Хелка. Під редакцією Ральфа Буша. Neumünster, Wachholtz 1992.